# Ancara pictisticta
Ancara pictisticta là một loài bướm đêm trong họ Noctuidae.